# Le Roi de l'hiver
Le Roi de l'hiver (titre original : The Winter King) est un roman paru en 1995, le premier tome de la Saga du roi Arthur de Bernard Cornwell. Suivent L'Ennemi de Dieu et Excalibur. Il dépeint par son narrateur-héros, Derfel, la légende arthurienne d'une façon nouvelle car plus proche de ce qu'aurait pu être la vérité historique.

## Personnages
- Arthur fils bâtard d'Uther et protecteur de Mordred
- Merlin seigneur d'Avalon, druide.
- Uther roi de Dumonie, Grand Roi de Bretagne, le Pendragon
- Mordred enfant-roi de Dumonie.
- Morgane sœur d'Arthur, prêtresse de Merlin
- Norwena belle-fille d'Uther, mère de Mordred.
- Guenièvre princesse de Henis Wyren
- Lancelot Edling (prince héritier) du Benoïc, fils de Ban.
- Galahad prince du Benoïc, frère de Lancelot.
- Derfel narrateur, fils d'esclave saxonne, guerrier loyal à Arthur.
- Nimue maîtresse de Merlin, prêtresse
- Samsun prêtre et évêque chrétien, supérieur à Derfel à Dinnewrac

## L'esprit du roman
Débutant avec la venue au monde de Mordred, petit-fils d'Uther alors vieil homme usé par la perte récente de son fils légitime et héritier du royaume sur le champ de bataille. Cette venue au monde par une froide nuit d'hiver est marquée par la présence de démons que tente d'éloigner Morgane, prêtresse païenne. La Bretagne est alors menacée par les Saxon et ses propres guerres intestines entre les rois et les différents royaumes, des guerres que tente d'empêcher Uther mais sa vieillesse et la maladie finissent par l'emporter. C'est dans un monde froid et austère où les anciennes coutumes païennes se mêlent à la férocité des chrétiens tentant de prendre l'ascendant que nous place l'auteur. Il tente de faire ici un récit réaliste du cycle Arthurien. Ce dernier n'est d'ailleurs pas roi, contrairement à ce que voudrait sa femme, l'ambitieuse Guenièvre, mais le protecteur du royaume qu'il dirige en attendant que l'enfant-roi soit en âge de remplir ses obligations. Mais Arthur est un enfant illégitime, exilé et rejeté et qui en dépit de son intelligence devra s'imposer auprès des rois égocentriques et barbares afin d'empêcher la Bretagne de sombrer dans des guerres intestines.

## Narration
Le roman a deux lignes temporelles. Celle du narrateur, Derfel, dans un futur relativement lointain où il est devenu un vieil homme qui raconte ses aventures de jeunesse auprès d'Arthur dans le but de raconter la vérité de ce qui est devenu avec le temps des légendes que se transmettent les troubadours. Devenu moine, il écrit en cachette ces mémoires pour la belle Igraine, reine du Powys. 
Mais dans sa jeunesse, il était un fier guerrier, fils d'esclave saxonne il aurait dû être sacrifié bébé aux dieux et a été sauvé par Merlin. Devenu en grandissant un guerrier, il est désormais l'ami d'Arthur, proche confident qui recueillera les inquiétudes de celui-ci et suivra de près toutes ses aventures et ses difficultés pour parvenir à la paix espérée.
Cette narration permet ainsi de mettre en parallèle la légende du vrai, et fait quelque part une mise en abîme avec le travail de l'auteur qui tente d'offrir un récit plus réaliste où l'accent est mis sur le côté stratège et homme d'État d'Arthur.